# Gardiken
Gardiken är ett regleringsmagasin i Storumans kommun i Lappland och ingår i Björkvattsdalen i Umeälvens huvudavrinningsområde. Sjön är 61,5 meter djup, har en yta på 56,7 kvadratkilometer och är belägen 391,1 meter över havet. Vid provfiske har abborre, röding, sik och öring fångats i sjön. Vid sjöns utlopp ligger Gardikfors kraftstation som är ett kraftverk med en effekt på 60 MW i Vattenfalls regi.

## Delavrinningsområde
Gardiken ingår i det delavrinningsområde (726772-148552) som SMHI kallar för Utloppet av Gardiken. Medelhöjden är 535 meter över havet och ytan är 242,19 kvadratkilometer. Räknas de 340 avrinningsområdena uppströms in blir den ackumulerade arean 4 358,97 kvadratkilometer. Avrinningsområdets utflöde Umeälven mynnar i havet. Avrinningsområdet består mestadels av skog (65 procent). Avrinningsområdet har 57,42 kvadratkilometer vattenytor vilket ger det en sjöprocent på 23,7 procent.